# Nomada ultimella
Nomada ultimella är en biart som beskrevs av Cockerell 1903. Nomada ultimella ingår i släktet gökbin, och familjen långtungebin.

## Underarter
Arten delas in i följande underarter:
- N. u. ultimella
- N. u. septentrionalis